# 英明路
英明路（Yingming Rd.）為高雄市苓雅區及前鎮區的南北向道路，北起於四維二路口，南止於賢明路口，共分為兩段，二聖一路為分段點。

## 行經行政區域
- 苓雅區
- 前鎮區

## 分段
英明路共分成二個部分：
- 英明路：北起於四維二路口銜接四維二路54巷，南於二聖一路口接英明一路。
- 英明一路：北於二聖一路口接英明路，南止於賢明路口。

## 沿線設施
（由北至南）
- 英明路：
  - 文藻外語大學四维推廣教育中心
  - 高雄市政府社會局長青綜合服務中心
  - 高雄市苓雅區五權國小
  - 高雄銀行三多分行
  - 英明停車場
  - 英明黃昏市場
  - 里仁高雄英明店
  - 7-ELEVEN英明門市
  - 英明公園
  - 財團法人高雄市基督教青年會
  - 高雄市立英明國中[3]
  - 全聯福利中心高雄二聖店
- 英明一路：
  - 全家便利商店高雄新二聖店

## 公共自行車
- 高雄市公共自行車租賃系統：
  - 長青綜合服務中心：四維二路/英明路(西南角)
  - 英明公園：英明路186號(對面)

## 相關連結
- 高雄市主要道路列表